# Volodîmîr Zelenski
Volodîmîr Oleksandrovici Zelenski, scris adesea Volodimir Zelenski (în ucraineană Володимир Олександрович Зеленський; n. 25 ianuarie 1978, Krîvîi Rih, RSS Ucraineană, URSS) este un fost comediant, scenarist, producător de filme și actual politician care, începând cu 20 mai 2019, ocupă funcția de președinte în exercițiu al Ucrainei. Este fondator, director artistic și lider al Studiia Kvartal-95, companie de producție de emisiuni de televiziune și concerte.
A candidat pentru funcția de președinte al Ucrainei în alegerile încheiate pe 21 aprilie 2019. A câștigat în primul tur care a avut loc pe 31 martie 2019, obținând aproximativ 30% din voturi, ceea ce i-a adus calificarea pentru participarea la al doilea scrutin. Trei săptămâni mai târziu, Volodîmîr Zelenski a câștigat fulminant alegerile prezidențiale în fața oponentului său, Petro Poroșenko, obținând circa 70% din voturi, în acest mod devenind cel de-al șaselea președinte al Ucrainei.
Acesta a preluat oficial funcția la 20 mai 2019.

## Biografie

### Origine și educație
S-a născut într-o familie de evrei așkenazi. Tatăl său, Oleksandr Zelenski (n. 1947, în Krivoi Rog), este doctor inginer, profesor universitar și conduce departamentul de informatică și software aplicat la Institutul de Economie din Krivoi Rog. Mama sa, Rymma Zelenskaia (n. Osipova) este inginer, în prezent pensionară. Bunicul său, Semyon Ivanovych Zelenski a luptat în Armata Roșie în al doilea război mondial, ajungând la gradul de colonel. În copilărie, Volodimir a trăit pentru patru ani în Mongolia, în Erdenet, când tatăl său, profesor de cibernetică, a lucrat acolo. Volodimir a terminat clasa întâi în Erdenet, dar din  clasa doua a mers la Școala nr. 95 din Krivoi Rog. Volodimir a terminat liceul în anul 1995. La vârsta de 16 ani a trecut testul TOEFL (pentru cunoașterea limbii engleze). Volodîmîr Zelenski a studiat dreptul la Universitatea Națională de Economie din Kiev, a absolvit dreptul în anul 2000, dar nu a lucrat ca avocat.

### Activitatea profesională
În timpul studiilor, a interpretat ca amator în spectacole de școală. La mijlocul anilor 1990, s-a alăturat unui grup de cabaret local care a participat la competiții sub KVN⁠(d) (popular în țările din fosta competiție de cabaret a URSS). În curând a fost invitat în echipa de KVN „Zaporijjea-Krivoi Rog-Transit”. În 1997 a cofondat echipa „95-îi kvartal” (sau „Kvartal 95”, din rusă „Cartierul 95” -numele unui cartier din Krivoi Rog). A preluat rolul de căpitan al echipei, el a fost și autorul majorității schițelor prezentate. În anii 1998-2003, echipa a participat în liga superioară a KVN și, de asemenea, a apărut regulat în țările post-sovietice.
Volodîmîr Zelenski a devenit în 2003 coproprietar al companiei de producție Studiia Kvartal-95, care a cooperat mai întâi cu televiziunea 1 + 1, apoi cu canalul de televiziune Inter. El a fost inițiatorul, regizorul și prezentatorul programului de televiziune Vecirniî kvartal. În 2006 a câștigat prima ediție a programului de dans Tanți z zirkami. În anii 2010-2012, a fost producător general al canalului de televiziune Inter.. Ca actor, a apărut în comediile romantice de limbă rusă, cum ar fi Liubov v bolșom gorode (2009), precum și alte două filme din această serie din 2010 și 2014, comediile romantice Primele 8 întâlniri (2012) și 8 noi întâlniri (2015). De asemenea a apărut în filmul Rjevski versus Napoleon (2012), o farsă istorică. În 2015, el a devenit actorul principal al serialului de televiziune satiric Slujitorul poporului, unde a jucat rolul unui profesor de istorie, Vasil Holoborodko, care și-a asumat funcția de președinte al Ucrainei.

### Activitatea politică
În decembrie 2017, colegii săi au solicitat înregistrarea oficială a unui partid politic cu același nume ca al serialului Slujitorul poporului. În 2018, Volodîmîr Zełenski a început să apară în alegerile prezidențiale, observând o susținere tot mai mare. La 31 decembrie 2018, el a anunțat oficial candidatura sa în alegerile prezidențiale programate pentru martie 2019, după care și-a înregistrat candidatura.
Pe 31 martie 2019 a avut loc primul tur al alegerilor prezidențiale din Ucraina. În ciuda lipsei experienței la guvernare, actorul s-a clasat pe primul loc, obținând aproximativ 30% din voturi, aproape de două ori mai mult decât voturile pentru președintele în funcție Petro Poroșenko. Astfel el s-a calificat împreună cu Petro Poroșenko în al doilea tur de scrutin ce a avut loc pe 21 aprilie. La 19 aprilie 2019 candidații s-au întâlnit pentru o dezbatere electorală pe Stadionul Olimpic din Kiev. Dezbaterea electorală a fost un triumf pentru Zelenski. La cel de al doilea tur al alegerilor prezidențiale, novicele în politică Volodîmîr Zelenski a fost votat de 73,22% dintre alegători (13,5 milioane de voturi ale alegătorilor), devenind astfel noul președinte al Ucrainei.

## Viața privată
Este căsătorit din 2003 cu Olena (n. Kiașko) care a studiat arhitectura la universitatea din Krivoi Rog, cu care are o fiică Oleksandra (n. 2005)  și un fiu Kirilo (n. 2013). Cei doi copii au fost botezați în rit ortodox.

## Filmografie selectivă

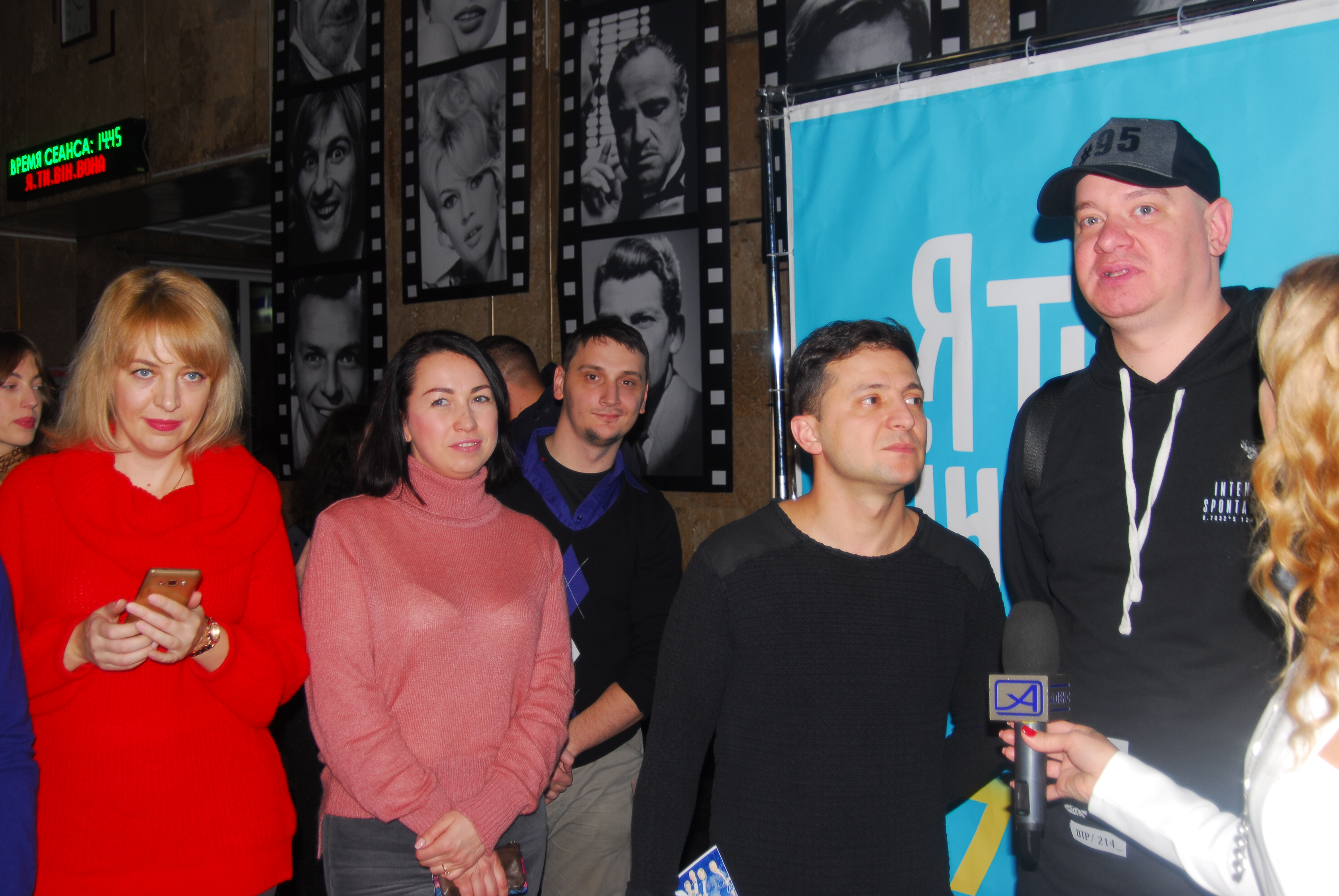
Premiera filmului I, You, He, She

### Filme
| An   | Titlu                                  | Rol                                        |
| ---- | -------------------------------------- | ------------------------------------------ |
| 2004 | Trei muschetari                        | scriitor; d'Artagnan                       |
| 2008 | Horton Hears a Who! (dublaj ucrainean) | Mayor Ned McDodd                           |
| 2009 | Love in the Big City                   | Igor                                       |
| 2010 | Love in the Big City 2                 | Igor                                       |
| 2011 | Sluzhebnyy roman. Nashe vremya         | Anatoli Efremovici Novoselțev              |
| 2012 | Rzhevsky Versus Napoleon               | Napoleon                                   |
| 2012 | 8 First Dates                          | Nikita Sokolov                             |
| 2014 | Love in Vegas                          | Igor Zelenskyy                             |
| 2014 | Paddington (dublaj ucrainean)          | Paddington Bear (voce)                     |
| 2015 | 8 New Dates                            | Nikita Andreevici Sokolov                  |
| 2016 | 8 Best Dates                           | Nikita Andreevici Sokolov                  |
| 2016 | Servant of the People 2                | Vasil Petrovici Holoborodko                |
| 2018 | I, You, He, She                        | Maksym Tkachenko                           |
| 2023 | Superpower                             | el însuși; interviuri scurte cu Sean Penn  |
| 2024 | Turn in the Wound                      | el însuși; film documentar de Abel Ferrara |

### Emisiuni și apariții de televiziune
| An        | Titlu                            | Rol                         | Note                                                 |
| --------- | -------------------------------- | --------------------------- | ---------------------------------------------------- |
| 2006      | Dancing with the Stars (Ucraina) |                             | concurent                                            |
| 2008–2012 | Svaty ("In-Laws")                |                             | ca producător                                        |
| 2015–2019 | Servant of the People            | Vasyl Petrovych Holoborodko |                                                      |
| 2022      | 64th Annual Grammy Awards        | Invitat                     | Mesaj special, în calitate de președinte al Ucrainei |
| 2023      | 12th NFL Honors                  | Invitat                     | Mesaj special, în calitate de președinte al Ucrainei |

## Legăturiexterne
- Site web oficial
- Kvartal 95
- Volodîmîr Zelenski la Internet Movie Database
- Volodimir Zelenski dă asigurări că Ucraina se îndreaptă spre UE, 21 mai 2019, rador.ro
- Noul președinte al Ucrainei a cerut SUA să înăsprească sancțiunile împotriva Rusiei, 21 mai 2019, dcnews.ro
- Михалков о Зеленском: «Хороший мужик, он сможет все уладить»